# American College of Pediatricians

L'American College of Pediatricians est un groupe conservateur minoritaire de défense des pédiatres et autres professionnels de la santé, aux États-unis.

## Histoire
L'association a été fondée en 2002 par un groupe de pédiatres, dont Joseph Zanga, un ancien président de l'American Academy of Pediatrics (AAP), en s'opposant notamment à l'adoption par des couples homosexuels,. L'association est aussi connue pour ses positions anti-avortement et transphobes,. L'association conservatrice représente une minorité des pédiatres aux États-Unis face à l'AAP et soutient des positions des républicains aux États-Unis.  En 2016, le journal conservateur catholique National Catholic Register mentionne qu'il comporte 500 membres.